# Ферт (река)
Ферт (англ. Firth) — небольшая река, протекающая по территории канадской провинции Юкон и американского штата Аляска. Берёт своё начало на восточном склоне гор Дэвидсон и впадает в море Бофорта.
Протекая через Национальный парк Иввавик, река пересекает три физико-географических региона: Британские горы, Бакленд-Хиллз и Прибрежную равнину Юкона.

## Особенности
На реке имеется множество порогов третьего класса и несколько порогов четвёртого класса с физическими препятствиями, такими как уступы и перепады.

## Климат
Погода в долине реки в начале лета, как правило, тёплая. Температура колеблется от 9 до 29 градусов по Цельсию. Местность является полузасушливой, годовое количество осадков варьируется в пределах 254 миллиметров.

## Экосистема
Вдоль долины реки встречаются три основных типа экологических регионов: тайга, арктическая тундра и альпийская тундра. Растительность в этих экосистемах имеет одну общую черту: она способна выживать с учётом коротких летних вегетационных периодов и переносить долгие суровые зимы, характерные для арктического климата региона.

## Рыбная ловля
Река Ферт является важной средой обитания как анадромных, так и пресноводных рыб. Река стала местом зимовки и нереста арктического гольца и аляскинского хариуса.

## Галерея

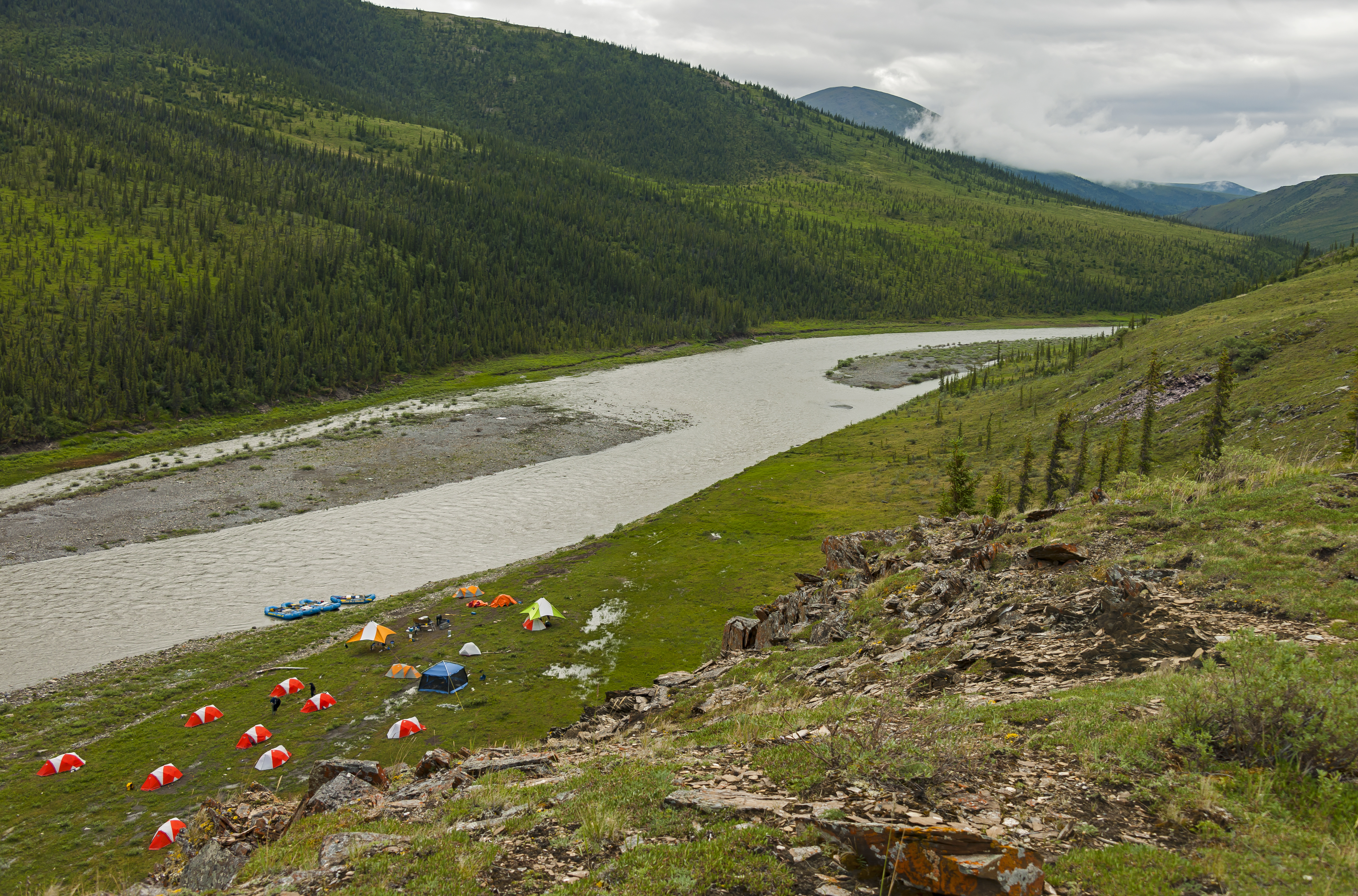
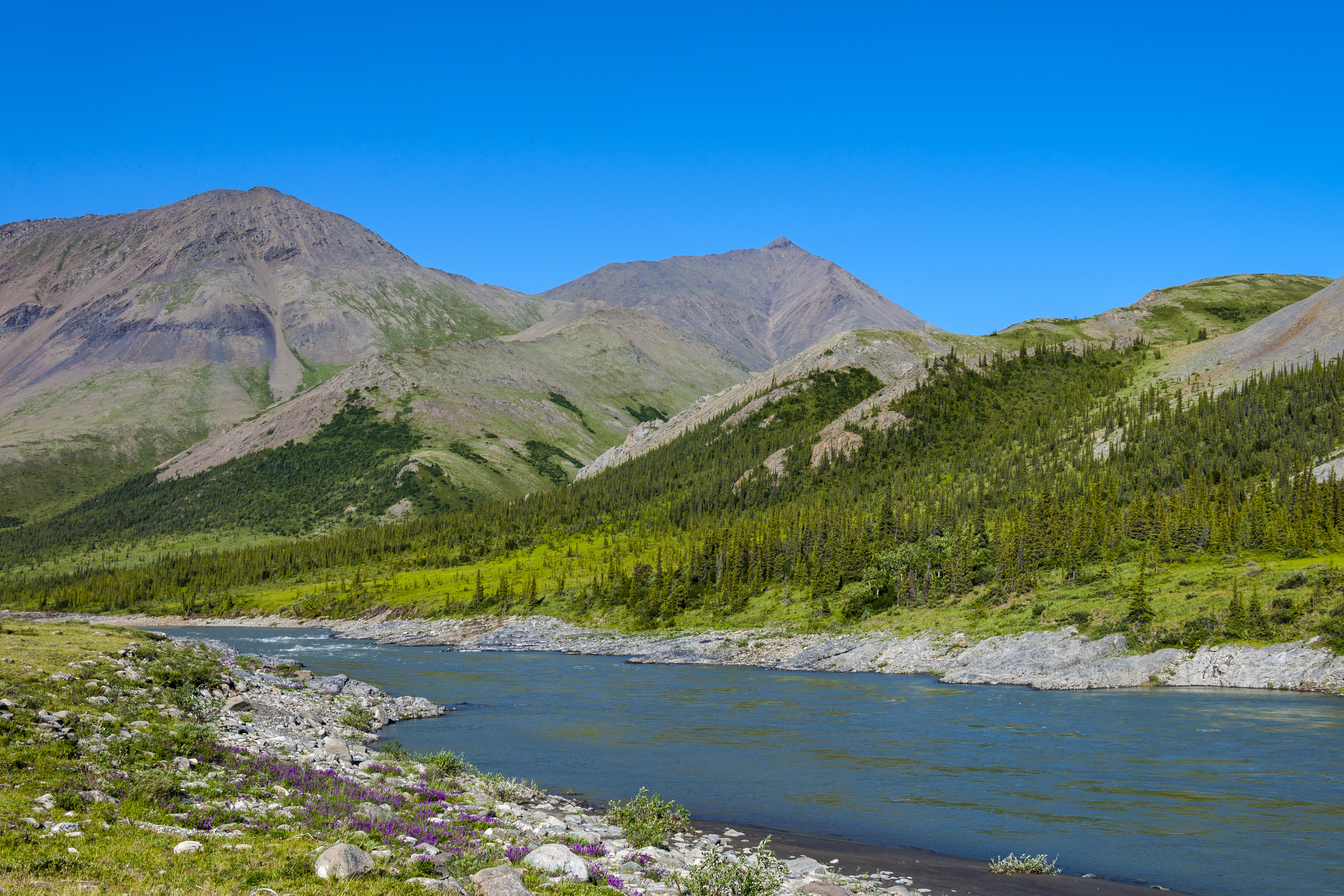
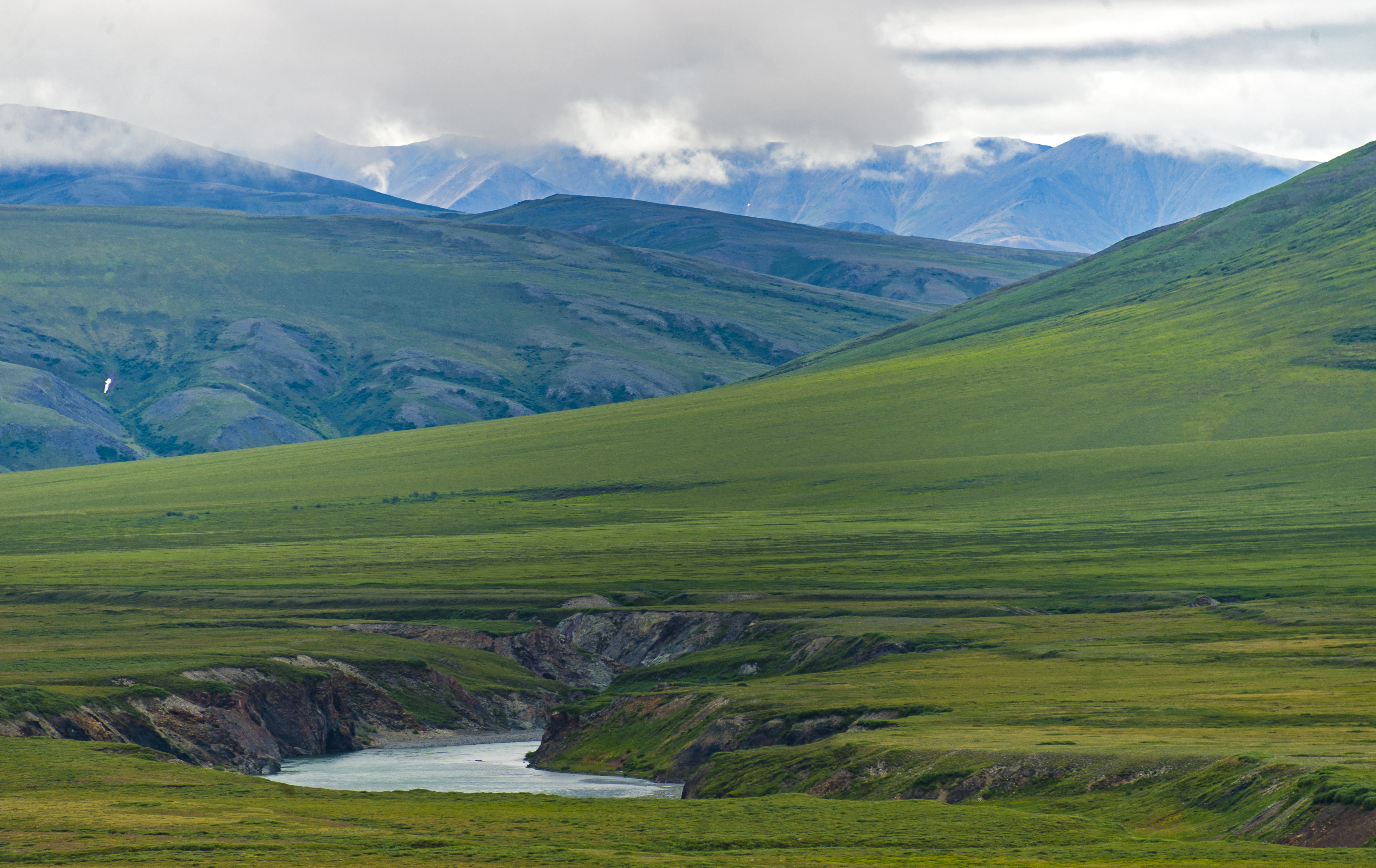
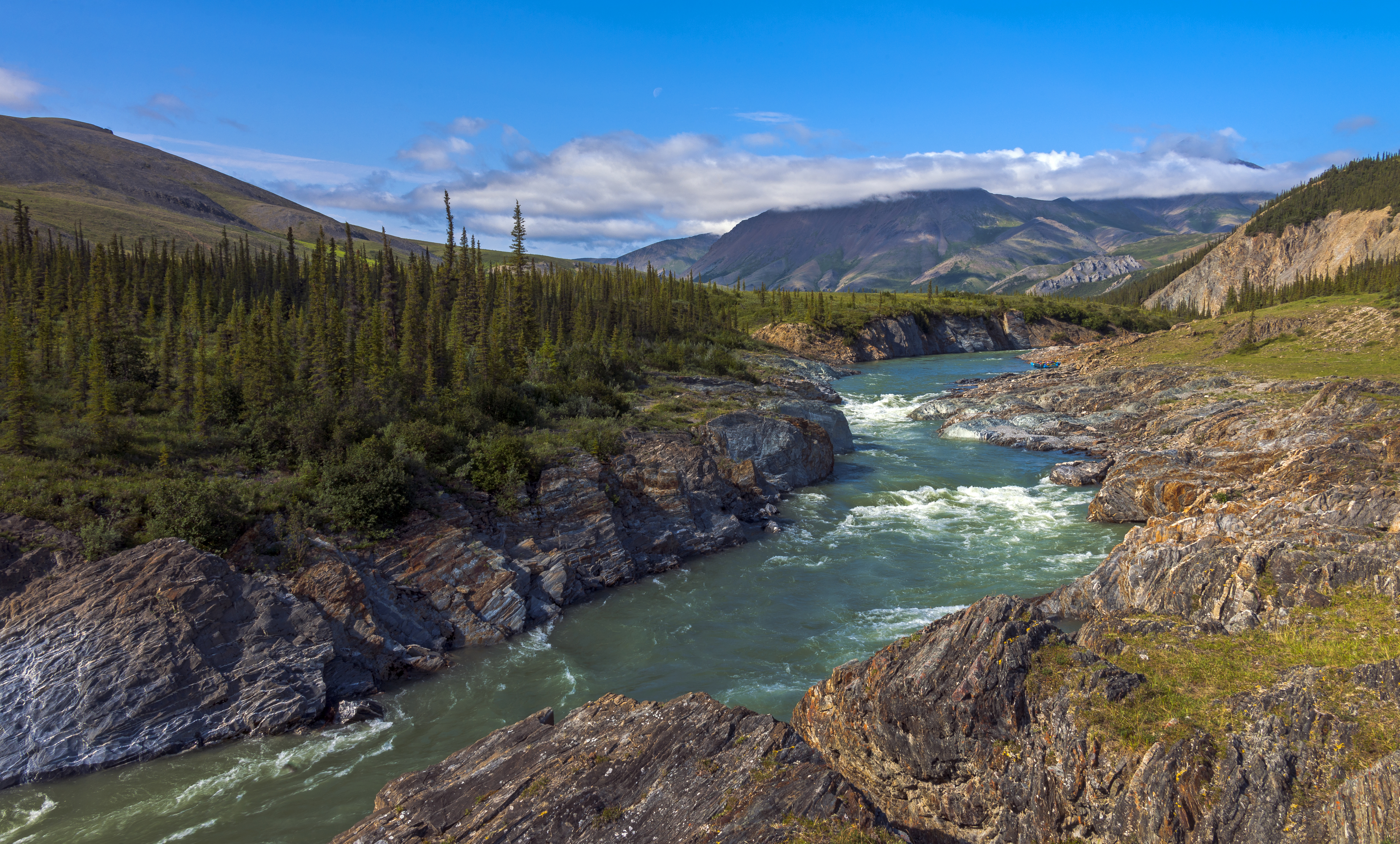
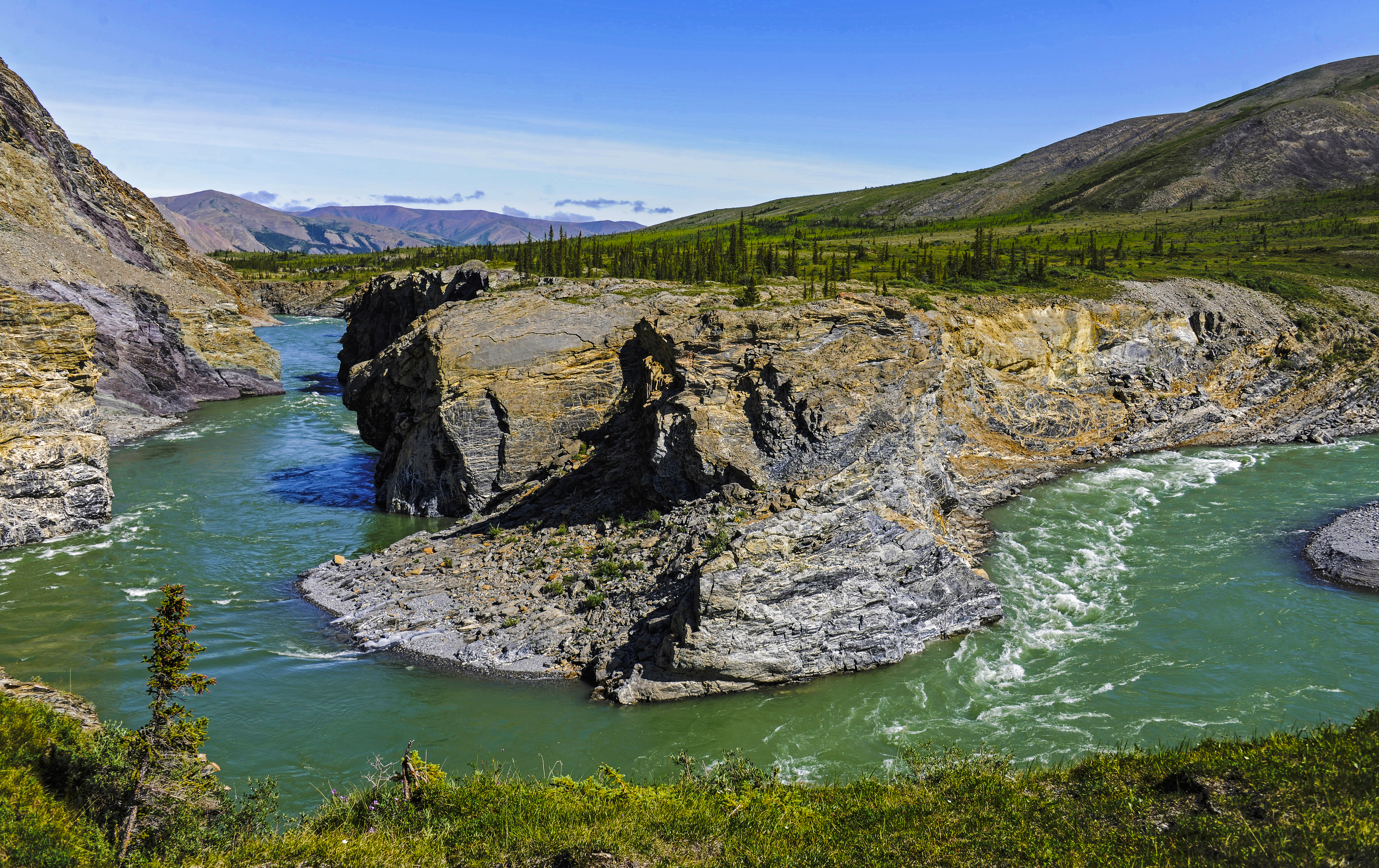